# John Etchingham
John (Seán) Redmond Etchingham (irisch: Seán Eichingeam; * 27. März 1868 in Courtown, County Wexford; † 23. April 1923 ebenda) war ein irischer Politiker der Sinn Féin.

## Biografie
Etchingham, der als Journalist tätig war, engagierte sich frühzeitig in der Unabhängigkeitsbewegung und war nicht nur Mitglied der Sinn Féin, sondern auch der Irish Volunteers, Conradh na Gaeilge und der Irischen Republikanischen Bruderschaft und nahm 1916 aktiv am Osteraufstand teil.
Bei den Wahlen zum britischen Unterhaus (House of Commons) wurde er 1918 zum Abgeordneten als Vertreter des Wahlkreises East Wicklow gewählt. 1919 erfolgte dann als Kandidat der Sinn Féin seine Wahl zum Abgeordneten (Teachta Dála) des ersten irischen Unterhauses (Dáil Éireann). Dort vertrat er zunächst den Wahlkreis Wicklow East und dann von 1921 bis 1922 Wexford.
Während dieser Zeit war er zunächst vom 29. Juni 1920 bis zum 26. August 1921 Direktor für das Fischereiwesen. Anschließend war er vom 26. August 1921 bis zum 9. Januar 1922 Fischereiminister, war als solcher allerdings nicht Mitglied des Kabinetts.
Bei den Unterhauswahlen 1922 erlitt er eine Wahlniederlage und schied aus dem Dáil aus. Während des Irischen Bürgerkrieges gehörte er zuletzt innerhalb der aufgrund des Anglo-Irischen Vertrages gespaltenen Sinn Féin zu den Gegnern dieses Vertrages (Anti-Treaty). Als solcher wurde er wenig später verhaftet und verstarb während der Haftzeit aufgrund seines angegriffenen Gesundheitszustandes.